# ジェイシー・リー・デュガード誘拐事件
ジェイシー・リー・デュガード誘拐事件（Kidnapping of Jaycee Lee Dugard）は、アメリカ合衆国・カリフォルニア州サウスレイク・タホにおいて、1991年6月10日に発生した。
被害者のジェイシー・リー・デュガード（当時11歳、以下ジェイシー）は自宅に程近いスクールバスのバス停にいる所を公然と誘拐された。
事件から18年後の2009年8月26日、生存しているジェイシーの身柄が確保された。

## 事件発生
当時ジェイシーは近くのメイヤーズ小学校に通う小学校5年生の女の子であった。
1991年6月10日、その日もジェイシーは自宅近くのバス停でスクールバスを待っていた。すると突然目の前で一台の車（目撃者によるとグレイのセダン）がUターンし、2人の人影が降りてきてジェイシーを力ずくで車の中に押し込んだ。ジェイシーの継父カール・プロビン（Carl Probyn）と数名のクラスメイトがその様子を目撃していた。カールはとっさに自転車でその車を追いかけて行ったが、追いつく事が出来なかった。
はじめに容疑者リストにあがったのは実父ケン・スレイトン（Ken Slayton）と継父カールその人であった。
しかしカールは全ての嘘発見器によるテストで合格し、ケンもすぐに容疑を晴らした 。
事件発生からわずか数時間で全米中のマスコミが事件を取材しようとサウスレイク・タホに殺到した。数日のうちに何十人もの地域のボランティアが捜索活動を手伝おうと名乗り出た。それは地域全体を巻き込んだ大規模な運動に発展した。この事件は全米中の関心を引き付けた。
しかしジェイシーが発見される事は無かった。

## ジェイシー確保
2009年8月24日、ある男がFBIのサンフランシスコ支局を訪れていた。彼は4ページの短い報告書を提出した。その報告書には宗教、性的なものに対する彼自身の考え方、自分自身が過去に起こしたような犯罪行為を起こさないための解決策を発見したことなどが書かれていた。さらにまた、どうして自分自身が性的犯罪行為をしないようになったか、異常な行動を冒させる人間の衝動を抑制する事によって性的異常者を治癒する手助けをするためにはどんな知恵を使えばいいのか、が記述されていた。
同じ日、男はまたカリフォルニア大学バークレー校を訪れた。彼は独自に宗教イベントを大学キャンパス内で開くための許可をもらうために構内警察署に出向いた。特別イベントマネージャー、リサ・キャンプベルは彼と話をしたところ、なにか挙動が不審である(behavior is odd)と直感したので、また翌日来るようにと告げると、男は自分の名前を言い置いて去っていった。
翌朝、キャンプベルは同僚の警察官アリー・ヤコブスに、今日会うフィリップ・クレイグ・ガリドー（Phillip Craig Garrido）なる男のことについて話した。ヤコブスがガリドーを素性チェックにかけると、過去に強姦事件を起こして仮釈放中の身であるということを突き止めた。ガリドーは2人の少女を連れてやって来た。ガリドーは彼女らを自分の娘であると紹介した。その場に同席していたヤコブスは少女たちの仕草が普通ではない（behavior is unusual）と感じた。
翌8月26日、仮釈放事務所はガリドーに電話し、話があるので来るようにと告げた。彼は妻ナンシー・ガリドー（Nancy Garrido）、及び1人の女性、2人の少女らと供に現れた。ガリドーを女性らから引き離した後、女性、少女らを保護した。女性はジェイシーであり、2人の少女、エンジェル（Angel:約15歳）とスターリット（Starlit:約11歳）はジェイシーが産んだ子であった。
フィリップ・クレイグ・ガリドー及び妻ナンシー・ガリドーはその場で逮捕された

。

## 容疑者

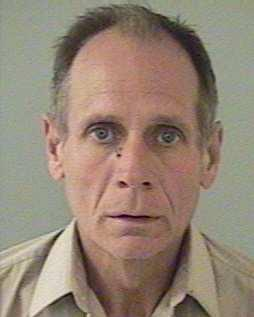
フィリップ・クレイグ・ガリドー（Phillip Craig Garrido）58歳

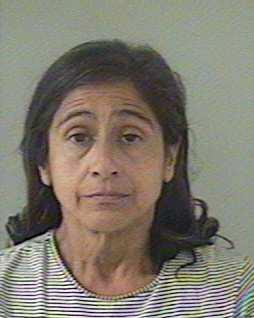
ナンシー・ガリドー（Nancy Garrido）54歳

フィリップ・クレイグ・ガリドー（Phillip Craig Garrido）容疑者は1951年4月5日カリフォルニア州コントラコスタ郡に生まれ、同州ブレントウードにおいて育ち、1969年にリバティ高校を卒業した。
今もブレントウードに住む彼の父親のマニュエルはこの頃の容疑者について「あの子はいい子だった、しかしティーンエイジャーの頃にバイク事故を起こしてからあの子は変わってしまった、その頃からあの子はドラッグを使い始めた」と語っている。
サクラメント・ビー（地元の新聞社）及びAP通信はマニュエルに取材を申し込んだところ「しゃべる代わりに金銭を出せ」と要求してきたため断念したと報告した。
1972年、フィリップが21歳のころ、14歳の少女に性的暴行を加えたとして逮捕、起訴されたが、その少女が証言を拒否したため有罪には至らなかった。
翌年、彼は高校のクラスメイト、クリスティン・マーフィーと結婚した。彼女は「彼は口汚かった、私が2人の関係を終わらせようと話すと彼は私を拉致した」と話す。2人はその後離婚している。
1976年、フィリップが25歳のころ、サウスレイク・タホで女性を拉致して約40km北にあるネバダ州リノの倉庫まで連れ回し性的暴行を加えた。その時通りかかった警察官が外に止めてある車の鍵が壊れていたので調べようとしたところ、倉庫の中から女性の悲鳴を聞いた。その場でフィリップは逮捕された。彼は連邦裁判所及び州裁判所において起訴され有罪判決を受けた。
裁判所が精神鑑定を行ったところ、「性的異常者かつ慢性的薬物常用者」であると診断された。また裁判手続きの中でフィリップは「私は中学校や高校の横に車を止めて若い女生徒を見ながらマスターベーションをしたことがある」と供述した。
1977年3月9日、連邦裁判所によって50年の懲役刑を宣告され同年6月30日よりカンザス州のリーベンワース刑務所で刑期を開始したそこで彼は、囚人である祖父の面会に訪れていたナンシーと出会い1981年10月5日、2人は結婚する。それから7年後、1988年1月22日に彼は釈放され、ネバダ州刑務所に移された後、ネバダ州裁判所による「5年から終身」刑のうち7ヶ月間の刑期に服した。
1988年8月26日、フィリップが37歳のころ、彼の身柄はアンティオック (カリフォルニア州)にある連邦仮釈放当局に移されるそして彼は認知症にかかっている母親の家で暮らす事になった。仮釈放人としてGPS追跡可能ブレスレットを足首にはめられ規則的に警察官の訪問を受けるなど監視下に置かれる。
事件が起きたのはその3年後の事である。
2011年、フィリップに対して懲役431年、ナンシーに対して懲役36年の判決が下された。

## 18年間の素描
アンティオック、ウォルナット通り1554（1554 Walnut Avenue, Antioch）という所に、ガリドー家はある。
ガリドー家の隣人は「『子供の頃、家のフェンス越しにジェイシーに会った事を覚えている』と言っている。彼はまた、『ここに住んでるの?それとも訪ねて来てるだけなの?』と聞くと『住んでいるの』と彼女は答えました。ちょうどその時フィリップが出てきて彼女を家の中に入れてしまいました」と語った。その後、既にいくつもの大木が庭に生えているにもかかわらず、ガリドー家の土地の周囲にはプライバシーフェンスが建てられた。
1993年4月から8月の間、ガリドーは何らかの義務違反で連邦刑務所に戻されている。
ジェイシーは1994年頃と1998年頃、女の子を出産した。その後、人前に顔を見せる際には、ジェイシーは自分がガリドーの娘であり2人の娘は歳の離れた妹であると紹介し、2人の娘もジェイシーを自分の姉であると言っていた。
ガリドー家は印刷会社を経営していた。ジェイシーはその店でグラフィックアーティストとして仕事をしていた。印刷会社の顧客の1人は「私はジェイシーに会ったし、電話で話したこともある。仕事のできばえはとても素晴らしかった」と主張している。
ジェイシーはこの間、仕事の電話に出たりメールをすることができた。またもう1人の客は「彼女は自分が誘拐された事や自分の正体など、全くほのめかさなかった」と主張する。
救出後、この18年間の詳細について余すところなく記した回想録「奪われた人生―18年間の記憶」（2012 講談社 古屋美登里訳）を出版した。
「当局が犯人を逮捕する機会を逃すなど、類例がなく、悲劇的なケース」と認定され、州政府は補償金18億円を支払うことになった。